# Jorge Paquimeres

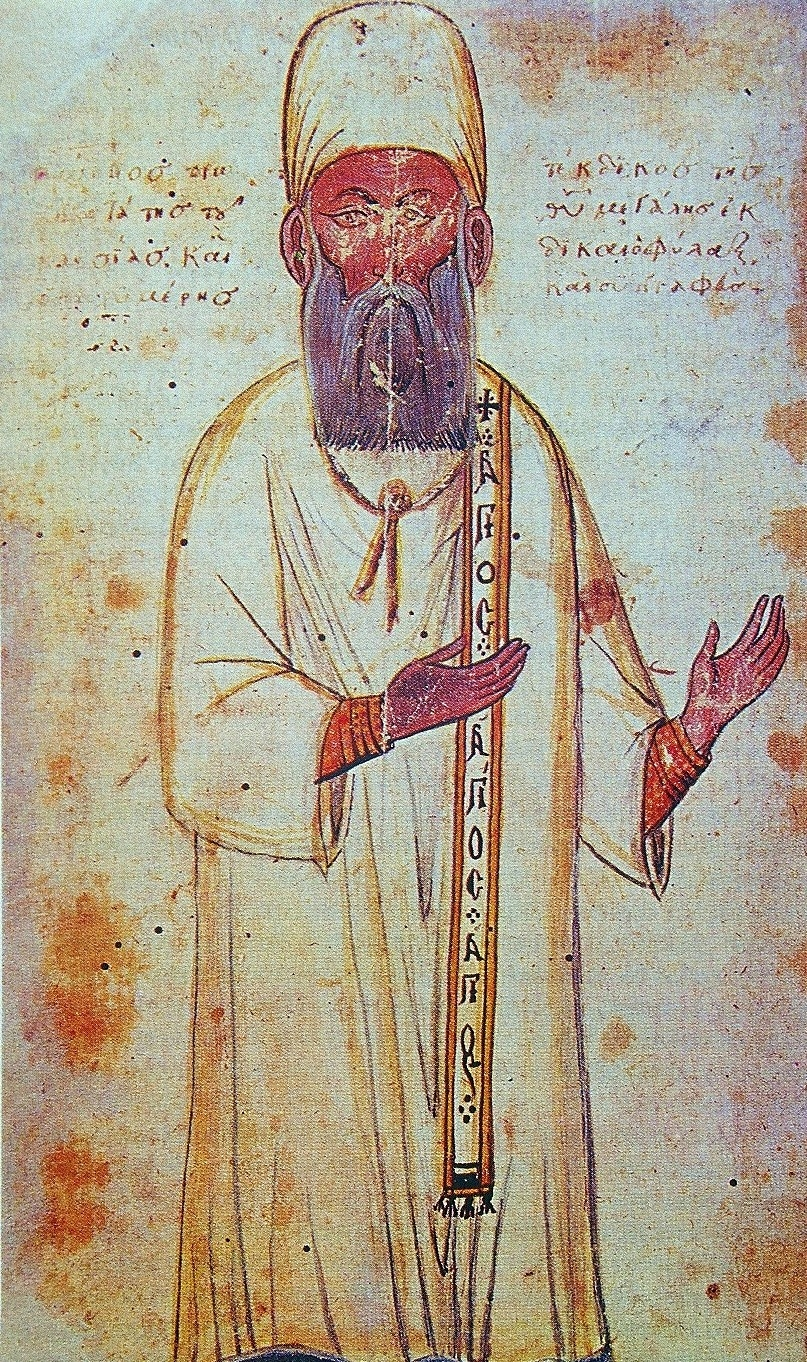
Jorge Paquimeres.
Cod. Monac. gr. 442, fol. 6v, Bayerische Staatsbibliothek, Munique.

Jorge Paquimeres (em grego Γεώργιος Παχυμέρης, Georgios Pachymeres) (1242 - cerca de 1310, Constantinopla), foi um escritor e historiador bizantino. Nascido em Niceia, na Bitínia, onde seu pai se havia refugiado após a captura de Constantinopla pelos latinos em 1204.
Com a expulsão dos cruzados por Miguel VIII Paleólogo em 1261, Paquimeres estabeleceu-se em Constantinopla onde estudou lei, ocupando depois vários cargos importantes eclesiásticos e estatais (judiciais). Teve uma produção literária considerável, com a obra mais importante sendo a sua "Historia" de Bizâncio em treze volumes, na continuação da História de Jorge Acropolita, que relata o período de 1255-1308. Baseada principalmente em testemunhos e impressões pessoais comunica muitos detalhes valiosos. Foi também autor de um "Quadrivium" (aritmética, música, geometria e astronomia) valioso para a história da música e astronomia da Idade Média. Pertenceu à comunidade religiosa bizantina que lutava contra o pacto de união entre as igrejas ortodoxa e católica promovida por Miguel Paleólogo. Dele também se conservaram cartas e escritos retóricos filosóficos.